# 黄带魣
黄带魣又名海勒金梭魚、正梭子魚、本梭子魚（学名：Sphyraena helleri）为輻鰭魚綱鱸形目鯖亞目魣科魣屬的鱼类，俗名吹鱼。廣泛分布在印度洋及太平洋海域，棲息深度15-104公尺，體長可達80公分。棲息在珊瑚礁及岩礁區，主要在夜間活動，成群行動，屬肉食性，可做為食用魚。